# Otello (film 1909 Yambo)
Otello è un cortometraggio del 1909 diretto da Enrico Novelli.

## Trama
Otello, un generale moresco, viene indotto a credere da Iago che sua moglie Desdemona abbia avuto una relazione con il suo luogotenente Cassio, ma è tutta una macchinazione di Iago.